# Hexatoma haiasana
Hexatoma haiasana là một loài ruồi trong họ Limoniidae. Chúng phân bố ở miền Cổ bắc.